# ワンアジアツアー
ワンアジアツアーは、ゴルフの競技団体である。

## 概要
アジア・オセアニア地域においてのプロゴルフの競技団体としては、1950年代から「アジアサーキット」と呼ばれるツアーがあり、日本プロゴルフツアー（現・日本ゴルフツアー機構 JGTO）の公式戦が始まる前に、極東・東南アジア諸国を舞台としたツアー競技会を開催。日本を中心とした数多くのプロゴルファーが参戦した。
このアジアサーキットの多くの大会は、その国や地域のナショナルオープントーナメントであったが、のちに欧米の主力選手も数多くこのアジアン・ツアーに参加する傾向が増えたことから、ツアーを統括するアジア太平洋ゴルフ連盟は「自国の選手が自分たちの国のオープントーナメントに参加できなくなる」として、アジアの選手が活躍できる場を提供することを目的として1990年代に「アジアプロゴルフツアー」（APGA）を企画する。しかしプロモーターが「試合とテレビ中継をビジネスとして考えている」として、参加資格や開催地の制限など、ツアー運営への発言力の影響が強くなり、選手たちはこれに不満をもたらす。そこで選手主体による「アジアン・ツアー」が2003年に発足された。
一方で、「APGA」を運営するプロモーターは、アジアン・ツアーとは別のツアーを企画しようと、2006年に中華人民共和国や大韓民国、オーストラリア（ゴルフオーストラリア）などを取り巻き、「ワンアジアツアー」を発足する。しかし、賞金面やテレビ中継などの充実を図った「ワンアジアツアー」の発足がきっかけで選手に対するしわ寄せを食うことになり、「ワンアジアツアー」に参加した選手に対して、「アジアン・ツアー」からは出場停止や罰金といった制裁を科すなど、対抗処置を取った。そのため、多くの選手は「ワンアジアに出たいが、アジアン・ツアーに参加できなくなると困る」といった弊害も出てしまった。
その中で、JGTOは、基本的に「選手が安心して参加できるのであれば協力する」として中立・公正な立場を取っており、出場停止などの制裁などの不安を抱えないで、試合出場の場を提供することを目指して取り組んでおり、「アジアン・ツアー」「ワンアジアツアー」とJGTOの「アジア3大ツアー」が共同主催大会を実施するなどの協力する姿勢を明確にしている。

## 主な大会
- ボルボ中国オープン（E）
- GSカルテックスメキュンオープン（K）
- 韓国オープン（K）
- エミレーツ・オーストラリアン・オープン(A)

E=欧州ツアー、K=韓国ツアー、A=オーストラレーシアPGAツアーとの共催

## 歴代賞金王
| 年度 | 賞金王               | 出身国         | 獲得賞金 ($) |
| ---- | -------------------- | -------------- | ------------ |
| 2015 | 文景俊               | 韓国           | 224,953      |
| 2014 | キム・スンヒョグ     | 韓国           | 501,990      |
| 2013 | マシュー・グリフィン | オーストラリア | 257,480      |
| 2012 | キム・ビーオ         | 韓国           | 380,745      |
| 2011 | アンドレ・ストルツ   | オーストラリア | 464,812      |
| 2010 | 梁津萬               | 中国           | 560,737      |
| 2009 | スコット・ストレンジ | オーストラリア | 505,784      |